# 퀑슈힝
퀑슈힝, 또는 때때로 궈 쾅 샤오칭(중국어 정체자: 郭鄺肖卿; 1929년 12월 2일 출생)는 궈 가문의 여자 가장이다. 그녀는 2019년 기준 홍콩 최대의 부동산 개발업자인 선훙카이 부동산이라는 복합기업을 지배하고 있다. 2008년 기준, 쾅은 가족 신탁을 통해 SHK 부동산 주식의 약 41.53%를 실질적으로 지배하고 있으며, 따라서 그녀는 회사의 최대 주주로 간주되었고, 2020년 7월 기준 순자산은 121억 달러였다.

## 가족
쾅은 선훙카이 부동산의 창립자인 궈 닥셍의 미망인이며, 회사의 이사인 월터, 토머스, 레이먼드의 어머니이다. 그녀는 제2차 중국 내전 전야인 1947년에 중국 대륙에서 영국령 홍콩으로 이주했다.
사우스 차이나 모닝 포스트에 따르면, 2008년 회장으로 임명되기 전까지 그녀는 "홍콩 회사의 이사회에 한 번도 앉아본 적이 없었다". 2008년 5월 27일, 쾅은 회사의 회장직에서 해임된 아들 월터를 대신했다. 그녀는 2011년 말에 그 직위에서 물러났다. 월터 궈 또한 그의 형제들과 격렬한 경쟁을 벌였고, 이는 가족 재산의 분할로 끝났다.
궈 가족은 포브스의 2017년 아시아 최고 부자 가족 순위에서 404억 달러의 순자산으로 3위를 차지했다. 별도의 순위에서 그녀의 아들 토머스와 레이먼드는 포브스의 연례 홍콩 50대 부자 목록에서 2018년 기준 홍콩에서 공동 4위에 올랐다. 두 동생은 당시 순자산 165억 달러로 2018년 세계 부자 순위에서 77위에 올랐다. 월터 궈는 또한 포브스에 의해 홍콩에서 10위, 세계에서 190위에 올랐다. 당시 그의 추정 순자산은 80억 달러였다. 2019년 2월, 그녀는 151억 달러의 순자산으로 억만장자 2019년 목록에서 78위, 홍콩 50대 부자 2019년 목록에서 5위를 차지했다.
쾅의 아들 월터는 2018년 10월 20일에 사망했다.

## 같이 보기
- 홍콩의 4대 가족#다른 정의, 홍콩의 저명한 가족들을 정의하며, 구성원은 수시로 바뀐다.